# Te lo prometto
Te lo prometto è un singolo del rapper italiano Il Tre, pubblicato il 18 giugno 2020 come terzo estratto dal primo album in studio Ali.

## Descrizione
Il brano, scritto dallo stesso rapper, è prodotto da Tom Beaver.

## Video musicale
Il video musicale, diretto da Daniele Barbiero, è stato pubblicato il 25 giugno 2020 attraverso il canale YouTube del rapper.

## Tracce
Testi di Guido Luigi Senia, musiche di Desa, Flavio De Carolis e Tom Beaver.
1. Te lo prometto – 3:04

## Formazione
- Il Tre – voce
- Arianna Donnici – voci aggiuntive
- Desa – chitarra, produzione supplementare
- Flavio De Carolis – chitarra, produzione supplementare
- Gigi Barocco – masterizzazione, missaggio
- Mattia De Masi – registrazione
- Tom Beaver – programmazione, produzione

## Classifiche
| Classifica (2020) | Posizione massima |
| ----------------- | ----------------- |
| Italia            | 13                |